# Савичев, Павел Иванович
Павел Иванович Савичев (1900—1982) — доктор экономических наук, профессор, представитель петербургской бухгалтерской школы.

## Биография
П. И. Савичев родился в 1900 году в Петербурге.
Он пережил все 900 дней блокады Ленинграда, работая главным бухгалтером оборонного завода.
Павел Иванович является автором монографий по анализу баланса, анализу финансового положения промышленного предприятия, анализу внутрихозяйственных резервов, анализу рентабельности, теории и практике оперативного учёта.
В 1947 году была опубликована его первая статья, которая доказала возможность использования красных записей в учёте не только для исправления допущенных ошибок, но и в виде отрицательных проводок. Статьи Савичева включали в себя научные и практические рекомендации по совершенствованию плана счетов бухгалтерского учёта, учёта основных средств, материалов, затрат и калькулирования себестоимости. Он также разработал методики факторного анализа выполнения плана по выпуску продукции и производительности труда, затрат на производство, использования фонда заработной платы, производственных потерь, резервов снижения себестоимости.
В 1954—1960 годах Павел Иванович в своих статьях исследовал проблемы анализа реализации продукции. Им также были разработаны методики анализа оборачиваемости оборотных средств, финансового состояния предприятия, реализации продукции и рентабельности.
Статьи Савичева печатались в журналах «Спутник конторщика и счетовода» и «Бухгалтерский учёт».
В начале 1960-х годов он обобщил методологические основы теории экономического анализа вместе с профессором М. З. Рубиновым.
Павел Иванович является одним из основоположников экономического анализа.

## Основные труды
- Указания по взаимной проверке форм годового отчета по основной деятельности за 1936 год (для промышленности). Л.: тип. «Новая жизнь», 1936.
- Методы исчисления коммерческой себестоимости продукции в системах Наркоматов тяжелой, легкой и местной промышленности. Л.: тип. им. Лоханкова, 1936.
- Калькуляция и анализ себестоимости на предприятиях полиграфической промышленности / соавт. С.К. Певзнер. М.; Л.: изд. и 1-я тип. «Гизлегпрома», 1947.
- Сборник практических упражнений по курсу анализа баланса и отчёта / соавт. Л., 1947.
- Краткие методические указания к ревизии промышленного предприятия. Для ведомственного финансового контроля / соавт. И.М. Вейнтрауб, Е.С. Махлин. Л.: тип. им. Урицкого, 1948.
- Баланс социалистического промышленного предприятия и его анализ. Стенограмма публичной лекции. Л., 1951.
- Баланс промышленного предприятия и его анализ / соавт. Н.А. Иванов. М.: Госфиниздат, 1953.
- Учёт и инвентаризация незавершённого производства в промышленных предприятиях. М.: Госфиниздат, 1954.
- Сборник упражнений по курсу теории (основ) бухгалтерского учета / соавт. Э.К. Розенберг, М.С. Рубинов, М.Е. Трошкин. Л.: изд. Ленинградского университета, 1957.
- Сборник учебных материалов для практических занятий по анализу хозяйственной деятельности предприятий. Пособие для экономических институтов и факультетов / соавт. А.И. Головцов, М.З. Рубинов. М.: Госфиниздат, 1958.
- Семилетний план и проблемы развития советского анализа хозяйственной деятельности предприятий. Автореферат диссертации на соискание ученой степени д.э.н. Л., 1960.
- Анализ работы промышленного предприятия / соавт. М.З. Рубинов. Л.: Лениздат, 1964.
- Анализ финансовой деятельности промышленного предприятия. М.: Финансы, 1964.

## Награды
- Медаль "За оборону Ленинграда"